# Cosimo Medicejský
Cosimo Medicejský (česky Kosma, též nazývaný Il Vecchio – Starý; 27. září 1389 – 1. srpna 1464) byl florentský bankéř a v letech 1434–1464 faktický vládce Florencie. Pocházel z rodu Medicejů a byl synem Jana z Bicci Medicejského.

## Život
Florentská signorie, tvořená příznivci rodu Albizzi, poslala roku 1433 Cosima a jeho mladšího bratra Lorenza do vyhnanství. Roku 1434 se díky vítězství svých příznivců ve Florencii a vlivu papeže Evžena IV. vrátil do města. Medicejští poté vystřídali rodinu Albizzi a stali se neoficiálními vládci města. Oficiálně zůstalo zachováno republikánské zřízení – signorie a Cosimo, stejně jako jeho otec, se o úřady prakticky neucházel, pouze v případě, byl-li o to požádán (3× vykonával po dobu 2 měsíců funkci gonfaloniéra).
Velmi se zasloužil o rozvoj obchodu, ale také věd a umění, založil florentskou platónskou akademii. Financoval mnoho významných soukromých i veřejných staveb, mezi něž patří například Medicejský palác (Riccardi), klášter sv. Marka nebo kostel San Lorenzo, jehož přestavbou pověřil geniálního architekta Filippa Brunelleschiho. Tím, že nashromáždil velké množství knih a rukopisů, které zpřístupnil svým přátelům humanistům, položil základy Medicejské knihovny (Biblioteca Medicea Laurenziana), která se stala vzorem pro podobné instituce včetně o generaci mladší vatikánské knihovny.
Roku 1439 Cosimo umožnil, aby papež Evžen IV. přenesl do Florencie koncil, který se dosud konal ve Ferraře, kde vypukl mor. Na florentském jednání, které navštívil sám byzantský císař Jan VIII. a konstantinopolský patriarcha Jósefos, byla uzavřena tzv. florentská unie mezi východní a západní církví. Na koncilu se mimo jiné řešila také otázka husitství a basilejských kompaktát. Účastníky koncilu včetně Cosima Starého zachytil malíř Benozzo Gozzoli na stěnách kaple v paláci Medici-Riccardi ve známém výjevu Klanění tří králů.
Po smrti mu florentská signorie udělila titul Pater patriae – Otec vlasti, přiznaný kdysi Ciceronovi.